# Lago Coeur d’Alene
El lago Coeur d'Alene (del inglés: Lake Coeur d'Alene) es un lago de los Estados Unidos localizado en el Panhandle de Idaho, ubicado en las cercanías de la ciudad del mismo nombre. Tiene una superficie de 129 km², con 40 kilómetros de largo, de 1,5 a 4,8 km de ancho y más de 175 km de costa. El lago es alimentado principalmente por dos ríos, el Coeur d'Alene (60 km) y Saint Joe (106 km) y tiene como emisario al río Spokane (179 km). La elevación del lago es de 648 m sobre el nivel del mar.
Aunque formado glacialmente, la superficie del lago Coeur d'Alene se eleva unos dos metros durante los meses de verano por la construcción de una presa en el río Spokane. El lago ha sido un método primario de transporte de madera en el condado de Kootenai cuando esa industria arraigó en la región. De hecho, antes de un incendio en 1917, la localidad de Harrison iba a ser la sede del condado de Kootenai, ya que la ciudad maderera experimentaba un crecimiento rápido y estaba en un estratégico cruce de los ríos St. Joe y Coeur d'Alene. Después del incendio, muchas fábricas se trasladaron a la ciudad de Coeur d'Alene, que luego creció hasta convertirse en la sede del condado.
El lago Coeur d'Alene es un sitio turístico muy popular durante el verano, que ofrece largas playas y vistas panorámicas. Una afición estacional de los residentes locales es ver a las águilas calvas cuando se alimentan del salmón Kokanee en el lago, principalmente desde el alojamiento de la bahía de Wolf. La ruta del Centenario del Norte de Idaho (North Idaho Centennial Trail), popular entre ciclistas, caminantes y corredores, sigue a lo largo de las ribera norte y noreste del lago. El sendero de los Coeur d'Alenes (Trail of the Coeur d'Alenes) también corre a lo largo de la costa.

## Historia
La tribu de los coeur d'Alene posee el tercio sur del lago Coeur d'Alene. La Corte Suprema de los Estados Unidos, en el caso Idaho contra los Estados Unidos mantuvo un 1873 una orden ejecutiva emitida por Ulysses S. Grant que transfirió la propiedad a la tribu. Aunque el veredicto del tribunal no ha afectado al uso y al acceso al lago Coeur d'Alene, la Agencia de Protección Ambiental de los Estados Unidos (United States Environmental Protection Agency) ha dictaminado que la tribu puede establecer sus propias normas de calidad del agua en su parte del lago.

## Trivia
Hay algunos automóviles Ford T en el fondo del lago, debido a que la gente en el año 1900 conducía a través del lago durante el invierno con el fin de ahorrar la mitad de la distancia y no rodearlo y cuando el hielo se rompió, no pudieron lograrlo. Además, hay algunos barcos de vapor en el fondo que se quemaron cuando ya no se utilizan para transportar personas en el lago. Los buzos visitan con frecuencia estas ruinas en el fondo.
Una canción de la banda de rock Alter Bridge de su tercer álbum AB III lleva el nombre, y es un homenaje, a este lago.